# Quissama
Quissama é um município da província de Ícolo e Bengo, em Angola, com sede na cidade e comuna de Muxima.
Foi transferido, por força da lei nº 29/11, de 1 de setembro de 2011, da província do Bengo para a província de Luanda, no seguimento da reforma administrativa-territorial das duas províncias. Em 5 de setembro de 2024 foi transferido para a jurisdição da nova província de Ícolo e Bengo.
Segundo as projeções populacionais de 2018, elaboradas pelo Instituto Nacional de Estatística, conta com uma população de 45 262 habitantes e área territorial de 12 046 quilómetros quadrados, sendo assim o menos populoso dentre as municipalidades da província luandina.
É limitado a norte pelos municípios de Calumbo, Catete, Bom Jesus do Cuanza, Massangano e Cambambe, a leste pelos municípios de Munenga e Quibala, a sul pelos municípios de Quilenda, Quirimbo e Porto Amboim e a oeste município de Caboledo.
Além da comuna de Muxima, compõe-se também pelas comunas de Demba Chio, Quixinge e Mumbondo. Anteriormente uma vila e comuna do município, em 2024 a localidade de Caboledo foi elevada a cidade e município.
Parte do município é ocupado pelo Parque Nacional da Quissama.

## História
Após a afirmação na cidade de Luanda, a primeira tentativa lusitana de expansão territorial com fixação definitiva da atual província luandina foi em direção à Quissama-Muxima onde, em 1580, havia uma localidade bem estruturada liderada pelo soba Cafuxi Cá Ambari. Os portugueses firmaram tratado comercial com a localidade naquele ano. Em 1594 Francisco de Almeida, com o apoio de Pedro Álvares Rebello, teve que travar guerra contra Cafuxi Cá Ambari que recusava sujeição aos colonizadores. Os portugueses foram derrotados em 1594 e só conseguiram retomar Muxima em 1599, erguendo a Fortaleza da Muxima.
Assim, Quissama é a terceira área com registro de ocupação permenente da zona imediata de Luanda, atrás de Barra do Cuanza/Belas (1562) e Luanda (1575).